# Werner Eckart
Werner Eckart (* 27. März 1909 in München; † 15. Mai 1997 ebenda) war ein deutscher Lebensmittelunternehmer. Er gründete 1949 die Firma Pfanni, damals in München.

## Leben
Das früheste überlieferte Familienmitglied der Familie Eckart, das mit Lebensmitteln handelte, ist Wolff Eckart, der bereits 1607 das Müllerhandwerk erlernte. Der Großvater von Werner Eckart, Johannes Eckart, gründete 1868 die Johannes Eckart Fruchtsaftfabrik. Die Fruchtsaftfabrik war zudem eine der ersten Fabriken in Süddeutschland, die mit der Produktion von Gemüsekonserven begann. Sein Vater, Otto Eckart, belieferte zu Beginn des 20. Jahrhunderts die kaiserliche Marine und die bayerische Armee mit Fleischkonserven. 1917 erweiterte er seine Produktion und stieg in das Geschäft mit Trockenkartoffeln ein. Johs. Eckart gehörte zu einer der ersten Firmen, die die Kartoffeltrocknung in Bayern anwandten.
Auf Wunsch seines Vaters brach Werner Eckart 1926 seine schulische Laufbahn am Münchner Wilhelmsgymnasium ab. Von 1926 bis 1928 sammelte er Berufserfahrung in der neuen oberpfälzischen Firma seines Vaters, der Edelkonserven-Industrie Bayernwald GmbH in Schwandorf. Im März 1931 erhielt Werner Eckart einen Teil der Geschäftsanteile am väterlichen Betrieb von seiner Mutter Anita Eckart und wurde damit Teilinhaber. 1932 musste die Edelkonserven-Industrie Bayernwald GmbH Konkurs anmelden. Noch im gleichen Jahr, am 1. Juli 1932, gründete Otto Eckart seine neue Firma Otto Eckart. Werner Eckart war von Anfang an beim Aufbau des neuen Unternehmens involviert. Geschäftsfelder des neuen Unternehmens waren neben der Fruchtsaftherstellung und der Konservenfabrikation auch der Lebensmittelgroßhandel.
Werner Eckart heiratete am 2. Mai 1935 seine Verlobte Anna (Anny) Frieda Böhm. Am 25. Februar 1936 wurde das erste ihrer insgesamt fünf Kinder geboren, Otto Eckart. Der namensgebende Großvater Otto Eckart, der Inhaber des Familienunternehmens verstarb 1942. Werner wurde nun Geschäftsführer und seine drei überlebenden Geschwister erbten Anteile am Unternehmen. Am 1. Januar 1943 wandelte er die Gesellschaftsform des Unternehmens deshalb in eine Kommanditgesellschaft um. Bis 1945 sorgten staatliche Stellen wie die Reichsarbeitsdienstlager oder die Wehrmacht für einen hohen Absatz der Konservenfabrik an getrockneten Kartoffeln und Gemüse. Ab 2. September 1949 brachte Werner Eckart mit dem Fertigkartoffelpuffer das erste Pfanni-Produkt auf den Markt.
Die Regierung von José Miguel Ramón Idígoras Fuentes in Guatemala ernannte Eckart zu ihrem Konsul, und die Bundesregierung erteilte ihm am 17. April 1962 das Exequatur. Zur Wirtschaftsrezession 1967 erwarb Werner Eckart die Spreda Nahrungsmittelwerke bei Cloppenburg. Anlässlich des Mordes an Karl Graf von Spreti legte Werner Eckart 1970 das Amt als Konsul der Republik Guatemala nieder. Ab 1974 war Eckart Generalkonsul ad honorem der Republik der Philippinen. Sein Sohn Otto Eckart wurde 1974 Generalkonsul von Guatemala, übernahm 1987 das Unternehmen und gründete 1996 die Stiftung Otto Eckart.

## Ehrungen
- 1969: Großes Verdienstkreuz der Bundesrepublik Deutschland
- 1979: Großes Silbernes Ehrenzeichen für Verdienste um die Republik Österreich[13]